# Джек Кемп
Джон Френч «Джек» Кемп (англ. John French "Jack" Kemp; 13 липня 1935 — 2 травня 2009 ) — американський політик, конгресмен. Кандидат у віце-президенти від Республіканської партії на виборах 1996.

## Життєпис
У 1960-і роки Джек Кемп був відомий як гравець команди «Баффало Біллс» з американського футболу. У 1970-му він закінчив спортивну кар'єру і зайнявся політикою.
Кемп був членом Палати представників США від штату Нью-Йорк впродовж 18 років. У 1988 році він виставляв свою кандидатуру на президентські вибори, але поступився в республіканських праймеріз Джорджу Бушу-старшему. Пізніше Буш узяв Кемпа до своєї адміністрації.
У 1996 році Кемп балотувався на пост віце-президента США, ставши напарником сенатора-республіканця Боба Доула. На тих виборах переміг Білл Клінтон з Альбертом Ґором.